# 1961 Dufour
1961 Dufour este un asteroid din centura principală, descoperit pe 19 noiembrie 1973 de Paul Wild.